# Acne
Acne é uma condição cutânea de longa duração caracterizada por áreas de pontos negros, pontos brancos, pústulas, pele oleosa e possibilidade de aparecimento de cicatrizes. Dependendo do grau de incidência, infecção e dimensão dos pontos de acne sobre a pele, as consequências na aparência podem provocar desde desconfortos pontuais, passando por ansiedade, diminuição da autoestima até, em casos extremos, depressão e pensamentos de suicídio.
Estima-se que 80% dos casos tenham origem genética. O papel da dieta enquanto causa ainda não é claro. A higiene ou a luz do sol não parecem ter qualquer influência. No entanto, o tabagismo aumenta o risco de vir a desenvolver acne e a sua gravidade. O acne afeta principalmente a pele com elevado número de glândulas sebáceas, como o rosto, a parte superior do peito e as costas. Durante a puberdade, em ambos os sexos, o aparecimento do acne deve-se muitas vezes ao aumento da quantidade de andrógenos como a testosterona, estando também envolvida a bactéria Propionibacterium acnes.
Estão disponíveis muitas opções de tratamento destinadas a melhorar a aparência do acne, entre as quais alterações ao estilo de vida e medicação. Ingerir hidratos de carbono simples em menor quantidade, como o açúcar, pode ajudar. Os tratamentos mais comuns são a aplicação tópica de peróxido de benzoílo, ácido salicílico e ácido azelaico. Estão também disponíveis antibióticos e retinoides tópicos e orais. No entanto, é possível que possam provocar resistência antibiótica. Em mulheres, algumas pílulas contraceptivas orais combinadas podem ser benéficas no tratamento. A isotretinoína oral geralmente só é administrada em casos graves devido aos efeitos secundários. Alguns especialistas recomendam o tratamento agressivo e numa fase precoce de modo a diminuir o impacto a longo prazo na pessoa.
O acne ocorre de forma comum durante a adolescência, estimando-se que afete entre 80 a 90% dos adolescentes no mundo ocidental. Nalgumas sociedades rurais a prevalência é menor. Em 2010, estima-se que o acne tenha afetado 650 milhões de pessoas à escala global, o que o torna a 8ª doença mais comum em todo o mundo. O acne pode também surgir antes e após a puberdade. Embora a doença seja muito menos comum em adultos do que na adolescência, cerca de metade das pessoas na casa dos 20 e 30 anos continuam a ter acne, e cerca de 4% continuam a ter a partir dos 40 anos.

## Classificação

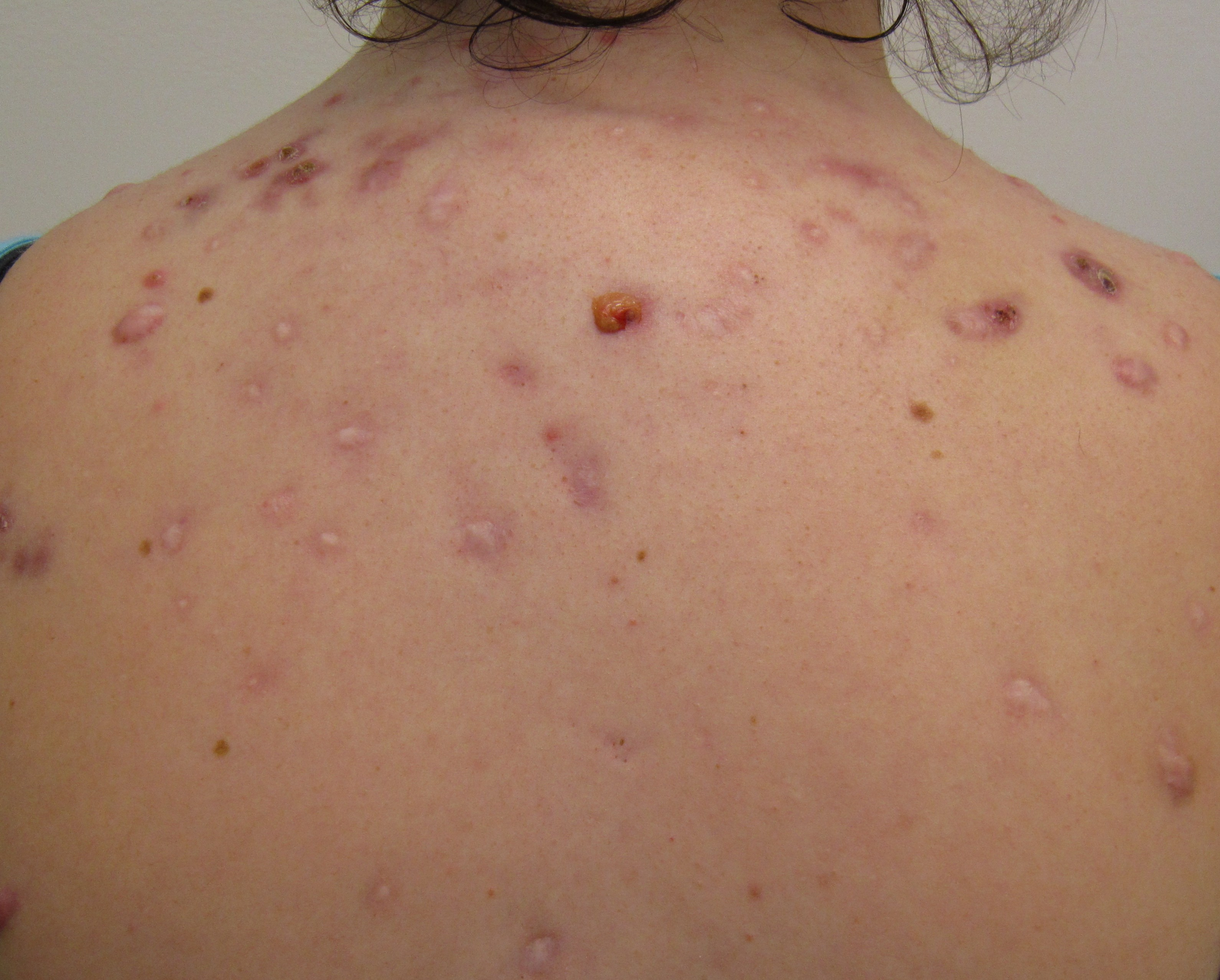
Acne nódulo-cístico grave.

O acne é geralmente classificado como ligeiro, moderado ou grave, conforme a gravidade. Este tipo de categorização pode ser um fator importante para determinar um regime terapêutico adequado. O acne moderado é definido pela presença de pontos negros e brancos limitada ao rosto, com ocorrência ocasional de lesões inflamadas. O acne pode ser considerado de alguma gravidade quando se verifica maior número de pápulas e pústulas inflamatórias no rosto em comparação com os casos moderados, e quando também se verificam lesões de acne no tronco. Por último, diz-se que ocorre acne grave quando as lesões características do rosto são nódulos e cistos e se verifica envolvimento extensivo da região do tronco.
Alguns dos nódulos de grande dimensão eram enteriormente denominados cistos, tendo sido usado o termo "nódulo-cístico" para descrever casos graves de acne inflamatório.

## Sinais e sintomas
Entre as características mais comuns do acne estão a seborreia (aumento da secreção das glândulas sebáceas), presença de comedões (pontos negros ou brancos), pápulas, pústulas, nódulos (pápulas de grande dimensão) e possibilidade de ocorrência de cicatrizes. A aparência do acne varia consoante a cor da pele. A doença pode provocar problemas psicológicos e sociais.

### Cicatrizes

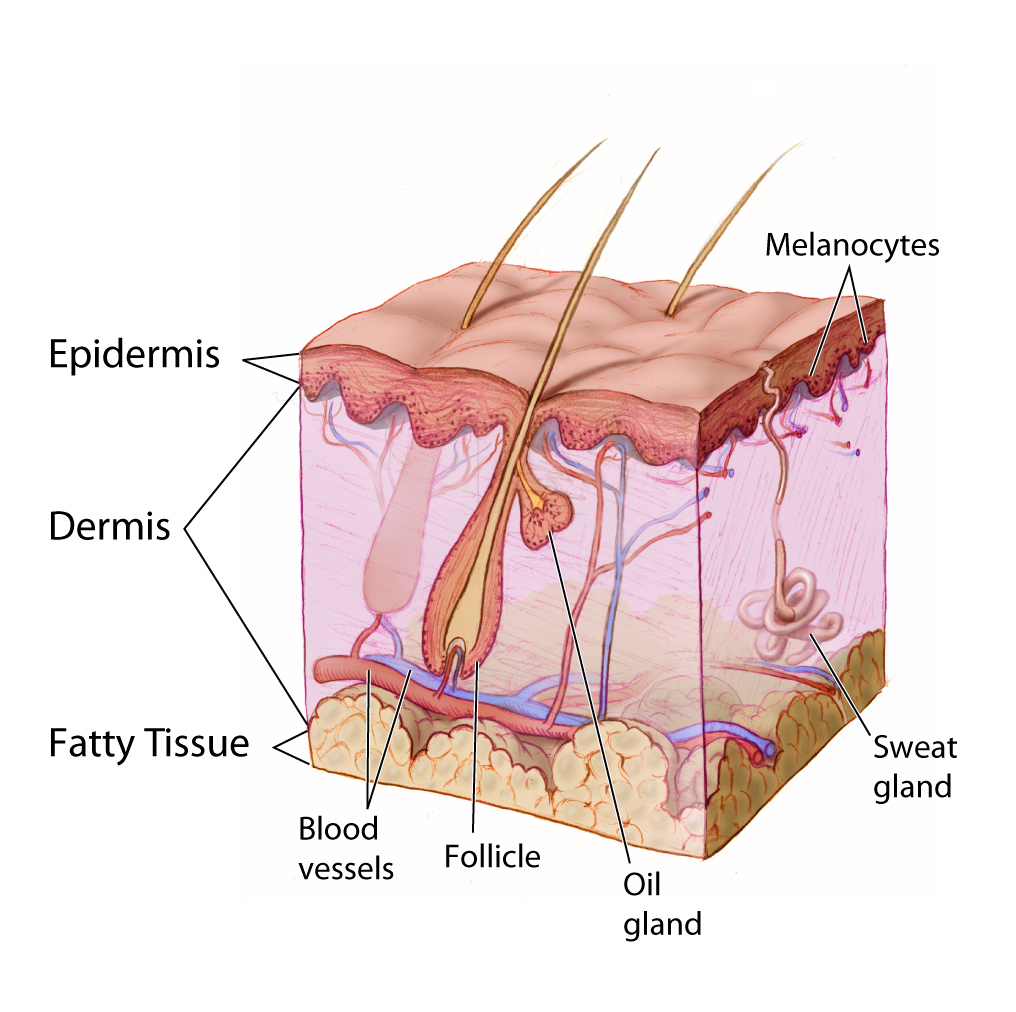
Anatomia de um folículo piloso.

As cicatrizes do acne são o resultado da inflamação da camada dérmica da pele provocada pelo acne, estimando-se que ocorram em 95% das pessoas com a doença. A cicatriz é criada pela resposta anormal de reparação que se segue à inflamação dérmica. A probabilidade de ocorrer cicatrização é maior nos casos de acne nódulo-cístico, mas pode ocorrer em qualquer forma de acne. A classificação das cicatrizes de acne baseia-se no facto da resposta anormal de reparação posterior à inflamação provocar ou depósito excessivo de colagénio ou, por outro lado, provocar perda de colagénio no local da lesão de acne.
As cicatrizes de acne atróficas são o tipo mais comum de cicatrizes de acne e derivam da perda de colagénio durante a resposta de cicatrização. As cicatrizes atróficas podem ser do tipo "picador de gelo" (ice-picker), onduladas (rolling) ou com depressão acentuada (boxcar). As cicatrizes do tipo "picador de gelo" são geralmente estreitas (largura <2 mm) e profundas, prolongando-se até à derme. As cicatrizes onduladas acentuadas são maiores do que as do tipo "picador de gelo" (4–5 mm de largura) e têm forma semelhante a uma onda. As cicatrizes com depressão acentuada são redondas ou ovais, com margens bem definidas e cuja largura varia entre 1,5 e 4 mm.
As cicatrizes hipertróficas são menos comuns e são caracterizadas por maior quantidade de colagénio após a resposta anormal de reparação anormal. São cicatrizes firmes e elevadas em relação à pele. As cicatrizes hipertróficas restringem-se aos limites originais da ferida, enquanto que as cicatrizes queloidianas podem formar tecido fibroso para além destes limites. As cicatrizes queloidianas de acne geralmente ocorrem em homens e no tronco, e não no rosto.

### Pigmentação
A hiperpigmentação pós-inflamatória é geralmente o resultado de acne cístico ou nodular (inchaços dolorosos que permanecem no interior da pele). Estes inchaços muitas vezes deixam uma mancha vermelha, mesmo após a lesão original ter sido resolvida. A hiperpigmentação pós-inflamatória ocorre com maior frequência em pessoas com tom de pele escuro. A alteração de cor da cicatriz não é permanente e pode ser prevenida evitando a irritação do nódulo ou cisto. Estas cicatrizes podem desaparecer com o tempo. No entanto, se não forem tratadas pode durar meses, anos ou tornarem-se permanentes em casos de lesão das camadas mais profundas da pele. A utilização diária de protetor solar de fator 15 ou superior pode diminuir a pigmanteção associada ao acne.

## Causas

### Genéticas
A predisposição de determinadas pessoas para o acne pode ser explicada em parte por uma componente genética, a qual tem sido apoiada por estudos em gémeos e estudos que analisaram a prevalência de acne entre parentes do primeiro grau. A genética da susceptibilidade ao acne é provavelmente poligénica, uma vez que a doença não obedece ao padrão clássico de herança mendeliana. Existem vários genes possivelmente relacionados com o acne, incluindo polimorfismos no factor de necrose tumoral alfa, IL-1 alpha e CYP1A1

### Hormonal
A atividade hormonal, como o ciclo menstrual e a puberdade, podem contribuir para a formação de acne. Durante a puberdade, o aumento das hormonas sexuais, denominadas andrógenos, provoca o crescimento das glândulas foliculares, fazendo com que produzam maior quantidade de sebo. Durante a gravidez verifica-se um aumento semelhante de andrógenos, aumentando também a produção de sebo.
Existem várias hormonas que têm sido associadas ao acne, entre as quais os andrógenos testosterona, di-hidrotestosterona (DHT) e desidroepiandrosterona (DHEAS), assim como o fator de crescimento semelhante à insulina tipo 1 (IGF-I) e hormona do crescimento. O uso de esteroides anabolizantes pode ter ação idêntica.
É pouco comum o desenvolvimento de acne entre os 21 e 25 anos de idade. O acne em mulheres adultas pode ser devido à gravidez ou à síndrome do ovário policístico.

### Infeções

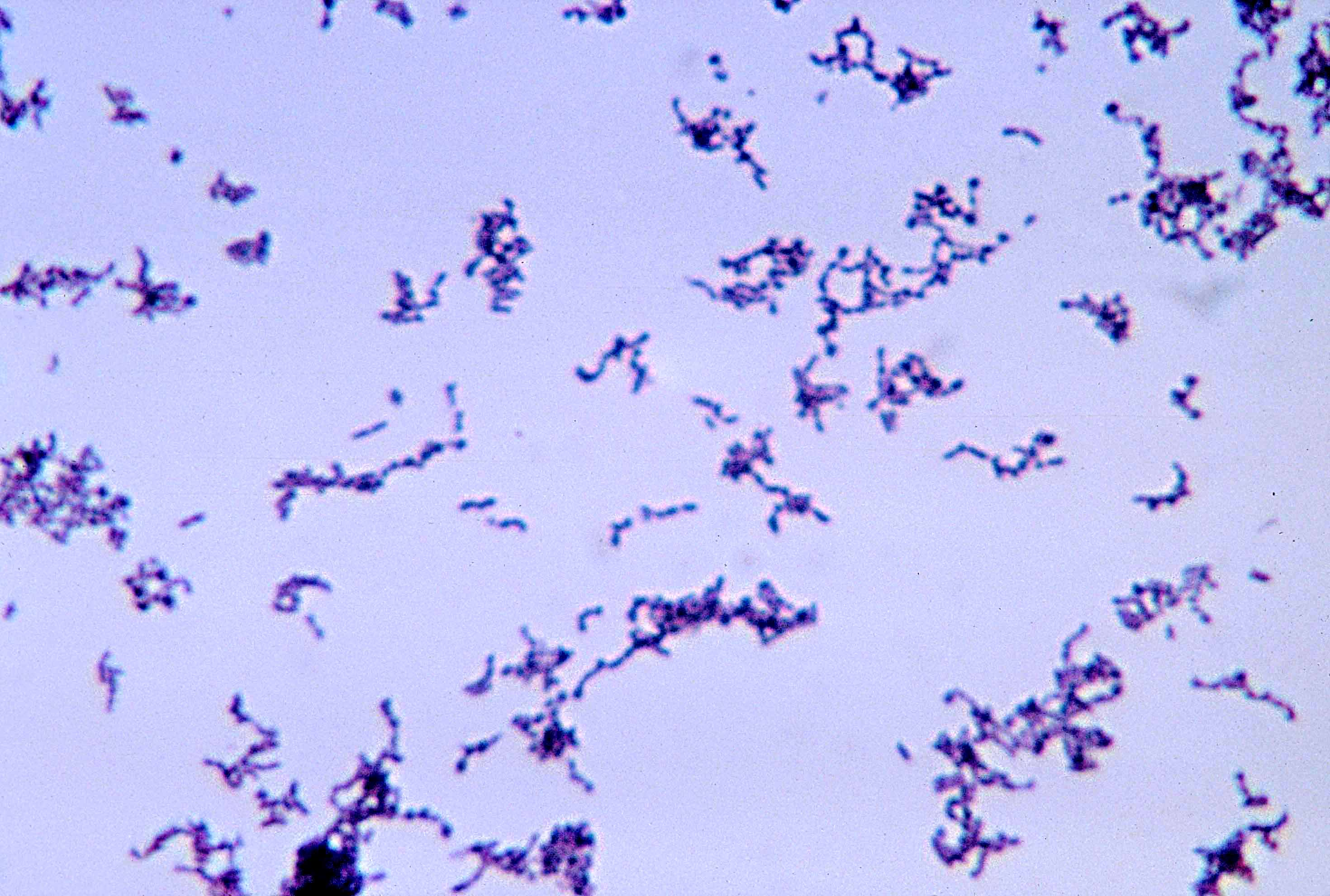
Bactéria Propionibacterium acnes

A Propionibacterium acnes é o organismo anaeróbio de que se suspeita contribuir para o desenvolvimento de acne, embora o seu papel exato no processo não esteja ainda claro. Existem sub-estirpes específicas de P. acnes associadas à pele normal, enquanto outras estão associadas ao acne inflamatório moderado e grave. Não é ainda claro se estas espécies pouco desejáveis evoluem no local ou são adquiridas, ou possivelmente ambas as situações, dependendo da pessoa. Estas estirpes têm a capacidade de se adaptar, alterar ou perpetuar o ciclo anormal de inflamação, produção sebácea e obstrução dos poros. A infeção pelo parasita acarídeo Demodex está também associada ao desenvolvimento de acne. No entanto, não é ainda claro se a erradicação destes ácaros provoca melhorias na doença.

### Estilo de vida e alimentos
Fumar aumenta o risco de desenvolver acne. Para além disso, a gravidade da doença aumenta em função do número de cigarros que a pessoa fuma por dia. A relação entre a dieta e o acne é pouco clara, uma vez que não existem evidências de qualidade. No entanto, uma dieta com elevada carga glicémica está associada ao agravamento do acne. Existem evidências fracas de uma associação positiva entre o consumo de leite e o aumento da prevalência e gravidade da doença. Outras associações, como o sal, não são comprovadas por evidências. O consumo de cacau puro aumentou a prevalência de acne em homens com histórico de acne, em um estudo de 2014. Em um estudo de 2024 com 92 pessoas, o consumo de chocolate 85% cacau também aumentou a prevalência de acne. O chocolate também contém uma quantidade assinalável de açúcar, que pode levar a uma carga glicémica elevada, e é muitas vezes preparado com leite. Pode também existir uma relação entre o acne e o metabolismo da insulina. Um ensaio verificou existir uma relação entre o acne e a obesidade. Quando excedida a dose diária recomendada, a vitamina B12 pode desencadear erupções acneiformes ou exacerbar o acne existente.

### Psicológicas
Embora a relação entre o acne e o stresse ainda seja alvo de debate, a investigação indica que o aumento de gravidade no acne está associada a um maior nível de stresse.

## Fisiopatologia

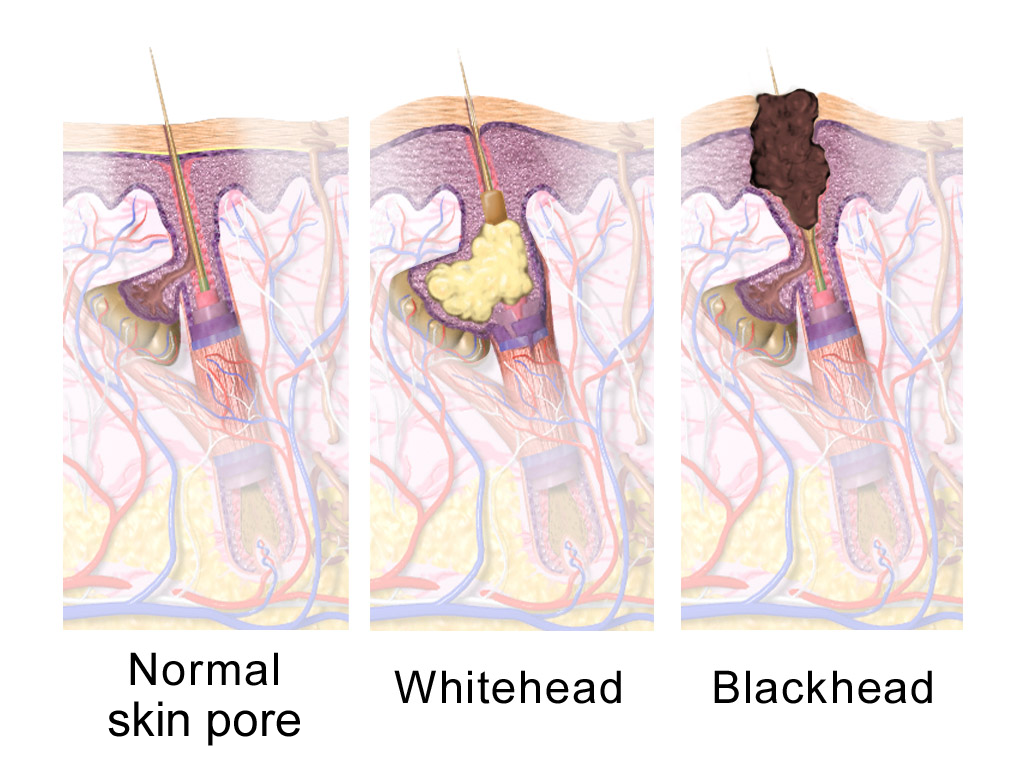
Formação de comedões (pontos negros e brancos) nos poros da pele. Animação.

O acne desenvolve-se em resultado de bloqueios nos folículos pilosos. Pensa-se que estes bloqueios ocorram devido a quatro processos anormais: uma produção de sebo superior ao normal (influenciada por andrógenos); depósitos de queratina em excesso que causam a formação de comedões; colonização dos folículos pela bactéria Propionibacterium acnes; e a libertação local de químicos pró-inflamatórios na pele.
As alterações patológicas iniciais são o depósito em excesso da proteína queratina e de sebo no folículo piloso, o que provoca a formação de um tampão, ou microcomedão. Durante a adrenarca, o aumento da quantidade de desidroepiandrosterona provoca o alargamento das glândulas sebáceas e aumenta a produção de sebo. Um microcomedão pode aumentar de tamanho para formar um comedão aberto (ponto negro) ou fechado. A cor negra de um ponto negro deve-se à oxidação da melanina, o pigmento da pele.
Os comedões são o resultado do entupimento das glândulas sebáceas com células de pele mortas e sebo, um óleo natural da pele. Nestas condições, a Propionibacterium acnes, uma bactéria comensal que ocorre naturalmente, pode provocar inflamação dentro e à volta do folículo. Isto provoca lesões inflamatórias (pápulas, pústulas infetadas ou nódulos) na derme à volta do comedão ou microcomedão, o que por sua vez provoca vermelhidão e pode provocar cicatrização ou hiperpigmentação. O acne grave é inflamatório, embora o acne também possa ser não inflamatório.

## Diagnóstico
Existem várias escalas para medir a gravidade do acne vulgar, entre as quais:
- Escala de Leeds: quantifica e categoriza as lesões entre inflamatórias e não inflamatórias, variando entre 0 e 10,0.[49]
- Escala de Cook: utiliza fotografias para determinar a gravidade entre 0 e 8.[50]
- Escala de Pillsbury: classifica a gravidade entre 1 (menos grave) e 4 (mais grave).[51]

### Diagnóstico diferencial
As condições semelhantes incluem, entre outras, rosácea, foliculite, queratose pilar, dermatite perioral e angiofibroma. A idade é um dos fatores que podem ajudar o médico a diferenciar estas doenças. As doenças de pele como a dermatite perioral e a queratose pilar tendem a ocorrer com maior frequência na infância, enquanto que a rosácea tende a ocorrer com maior frequência em adultos mais velhos. A vermelhidão facial espoletada pelo consumo de álcool ou comida condimentada é sugestiva de rosácea. A presença de comedões pode também auxiliar os profissionais de saúde a distinguir o acne de doenças de pele com aparência semelhante.

## Tratamento
Existem diversos tratamentos para o acne, incluindo peróxido de benzoílo, antibióticos, retinoides, medicamentos anti-seborreicos, medicamentos antiandrogénicos, tratamentos hormonais, ácido salicílico, hidroxiácido, ácido azelaico, nicotinamida e sabonetes queratolíticos. Os tratamentos podem ser agrupados em quatro grupos, de acordo com a forma como atuam: normalização da descamação da pele e da produção de sebo no poro de modo a impedir o seu bloqueio; morte da bactéria P. acnes; efeito anti-inflamatório; e manipulação hormonal.
Entre os tratamentos médicos mais comuns estão as terapias de aplicação tópica, como os retinoides, antibióticos e peróxido de benzoílo, e as terapias sistémicas, como os retinoides orais, antibióticos orais e agentes hormonais. Outros procedimentos, como a fototerapia ou terapia laser, não são considerados tratamentos de primeira linha e geralmente têm apenas um papel auxiliar devido ao seu elevado custo e poucas evidências de eficácia.

### Medicação

#### Peróxido de benzoílo

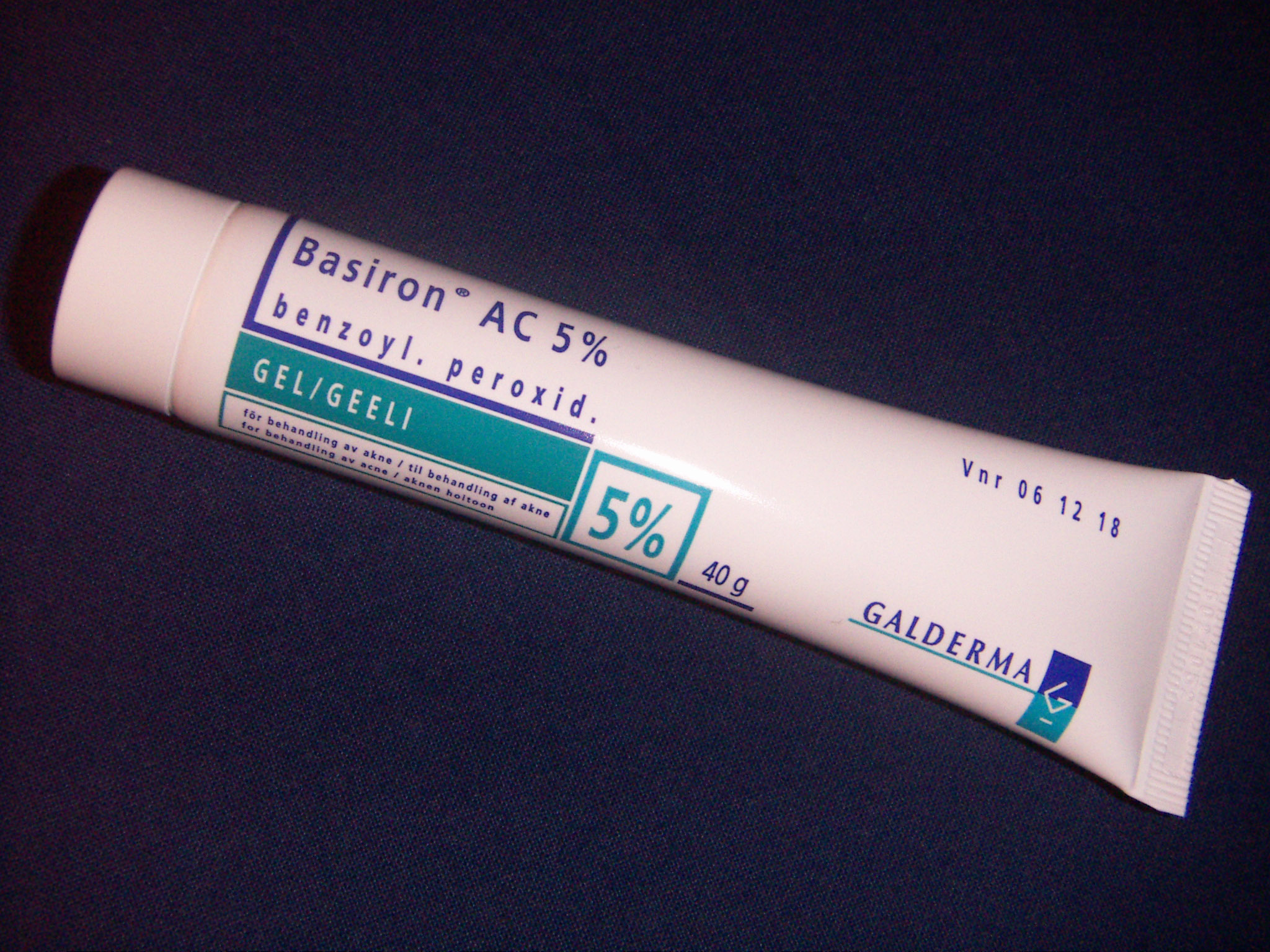
Pomada de peróxido de benzoílo, um dos tratamentos de primeira linha mais comuns.

O peróxido de benzoílo é um tratamento de primeira linha para acne leve a moderado devido à sua elevada eficácia e poucos efeitos adversos (sobretudo dermatite por irritação). Atua contra a bactéria P. acnes, ajuda a prevenir a formação de comedões (pontos negros e brancos) e tem propriedades anti-inflamatórias. Nos casos em que se verificam efeitos adversos, estes geralmente incluem desidratação da pele, ligeira vermelhidão e esfoliação ocasional. Este medicamento aumenta a sensibilidade à luz do sol, pelo que se recomenda o uso de protetor solar durante o tratamento para prevenir queimaduras solares. Tem-se verificado que o peróxido de benzoílo tem praticamente a mesma eficácia dos antibióticos mas, ao contrário destes, não provoca resistência antibiótica. O peróxido de benzoílo pode ser combinado com um antibiótico ou retinoide de aplicação tópica, como a associação peróxido de benzoílo/Clindamicina e peróxido de benzoílo/adapaleno, respetivamente.

#### Antibióticos
Os antibióticos de aplicação tópica são frequentemente usados no tratamento de acne leve a moderado. Os antibióticos de administração oral estão indicados em casos moderados a graves de acne inflamatório devido à sua atividade antimicrobiana contra a bactéria P. acnes e às suas propriedades anti-inflamatórias. No entanto, com o aumento da resistência da P. acnes em todo o mundo, os antibióticos estão gradualmente a perder a eficácia. Entre os antibióticos mais usados, tanto tópicos como orais, estão a eritromicina (categoria B), clindamicina (categoria B), metronidazol (categoria B) e tetraciclinas como a doxiciclina e a minociclina. O uso de eritromicina e clindamicina é considerado seguro durante a gravidez devido à absorção sistémica desprezível. A nadifloxacina e a dapsona são outros antibióticos tópicos que podem ser usados no tratamento de acne em mulheres grávidas, embora tenham sido sujeitos a menos estudos. Recomenda-se que, assim que a doença mostrar sinais de melhoria, sejam interrompidos os antibióticos orais e sejam usados retinoides tópicos.

#### Ácido salicílico
O ácido salicílico (categoria C) é um beta-hidroxiácido com propriedades bacteriostáticas e queratolíticas. O ácido salicílico abre ainda os poros obstruídos e promove a descamação das células epiteliais da pele. No entanto, o ácido salicílico é menos eficaz do que a terapêutica de reinoides. Em indivíduos com tipos de pele mais escura que usam ácido salicílico, tem-se observado hiperpigmentação.

#### Ácido azelaico
O ácido azelaico tem demonstrado ser eficaz em casos de acne leve a moderado, quando aplicado de forma tópica em concentrações de 20%. É necessária a aplicação duas vezes ao dia durante seis meses, tendo este tratamento a mesma eficácia do peróxido de benzoílo a 5%, isotretinoina a 0,05% e eritromicina a 2%. Pensa-se que a eficácia do ácido azelaico no tratamento de acne se deva às suas propriedades antibacterianas, anti-inflamatórias e antiqueratinizantes. Embora possa ocasionalmente causar irritação da pele, é na generalidade um fármaco bastante seguro.

#### Hormonas
Em mulheres, o acne pode ser melhorado com o uso de qualquer pílula contraceptiva oral combinada. Em teoria, as combinações que contêm progestinas de terceira ou quarta geração, como o desogestrel, norgestimate ou drospirenona, podem ser as mais benéficas. Os antiandrógenos, como o acetato de ciproterona e a espironolactona, têm também sido usados no tratamento de acne. As terapias hormonais não devem ser usadas durante a gravidez ou amamentação, uma vez que estão associadas a determinadas doenças congénitas, como a hipospádia ou feminização do feto masculino.

#### Retinoides tópicos
Os retinoides tópicos são medicamentos com propriedades anti-inflamatórias que atuam ao normalizar o ciclo de vida das células dos folículos. Constituem um tratamento de primeira linha para pessoas com tom de pele escuro e são conhecidos por proporcionar uma rápida melhoria da hiperpigmentação pós-inflamatória. Esta classe de fármacos inclui a tretinoína (categoria C), o adapaleno (categoria C) e o tazaroteno (categoria X).

#### Retinoides orais
A isotretinoína é bastante eficaz no tratamento de acne grave e acne moderado resistentes a outros tratamentos. As melhorias são observadas geralmente após um ou dois meses de utilização. Após o tratamento inicial, cerca de 80% das pessoas indicam terem tido melhorias e mais de 50% indicam remissão completa. Cerca de 20% das pessoas necessitam de um segundo tratamento. Podem, no entanto, ocorrer uma série de efeitos adversos: pele seca, sangramento nasal, dores musculares, aumento das enzimas do fígado e aumento da quantidade de lípidos no sangue. Se usado durante a gravidez, existe um risco elevado de anormalidades no bebé, pelo que as mulheres em idade fértil são aconselhadas a usar contracepção durante o tratamento. Não existem evidências claras de que o uso de retinoides orais aumenta o risco de efeitos secundários do foro psiquiátrico, como depressão ou suicídio.

#### Espironolactona
A espironolactona, um antagonista da aldosterona, é um tratamento de acne eficaz em mulheres adultas, embora não seja aprovado para esta finalidade em alguns países. Pensa-se que a eficácia da espironolactona no tratamento do acne se deva à sua capacidade de bloquear os recetores de andrógenos em doses elevadas. Pode ser usada com ou sem um contraceptivo oral.

#### Terapia combinada
A terapia combinada, usando em conjunto medicamentos de diferentes classes, cada um com um diferente mecanismo de ação, tem demonstrado ser uma abordagem mais eficaz no tratamento de acne em relação à monoterapia. As combinações mais usadas são: antibiótico + peróxido de benzoílo, antibiótico + retinoide tópico ou retinoide tópico + peróxido de benzoílo.

### Procedimentos
A extração dos comedões pode ser temporariamente benéfica em indivíduos que não melhoram com tratamento normal. Um dos procedimentos para alívio imediato é a injeção de corticosteroides no comedão inflamado.
A fototerapia é um método que consiste na emissão de pulsos intensos de luz na área afetada, muitas vezes precedida pela aplicação de uma substância fotossenssíbilizante, como o ácido aminolevulínico. Pensa-se que este processo mate as bactérias e diminua o tamanho e atividade das glândulas sebáceas. À data de 2012, as evidências disponíveis para a fototerapia e terapia laser são insuficientes para recomendar o seu uso em tratamentos de rotina. A fototerapia é bastante dispendiosa e, embora aparente proporcionar alguns benefícios a curto prazo, não existem dados que permitam concluir a sua eficácia a longo prazo ou em casos graves de acne.
A dermoabrasão é um procedimento terapêutico eficaz para diminuir a aparência de cicatrizes atróficas superficiais dos tipos ondulado e de depressão acentuada. No entanto, as cicatrizes do tipo "picador de gelo" não respondem bem ao tratamento com dermoabrasão devido à sua profundidade. No entanto, este procedimento é doloroso e apresenta o potencial de diversos efeitos adversos, como o aumento da fotossensibilidade da pele, vermelhidão e diminuição da pigmentação da pele. Com a introdução do resurfacing laser, esta terapia caiu em desuso. Não existem evidências de que a microdermoabrasão seja eficaz.
O resurfacing a laser poder ser usado para diminuir as cicatrizes provocadas pelo acne. O resurfacing por fototermólise fracionada ablativa a laser apresenta maior eficácia para a diminuição da visibilidade das cicatrizes de acne em relação à fototermólise não ablativa; no entanto, está associado a uma maior prevalência de hiperpigmentação pós-inflamatória (com duração de cerca de um mês), vermelhidão facial (geralmente 3-14 dias) e dor durante o procedimento.
A visibilidade das cicatrizes de acne também pode ser diminuída com peelings químicos. Entre os peelings leves incluem-se aqueles à base de ácido glicólico, ácido láctico, ácido salicílico, solução de Jessner ou uma concentração reduzida (20%) de ácido tricloroacético. Estes tipos de peeling afetam apenas a camada epidérmica e podem ter utilidade no tratamento de cicatrizes superficiais de acne e das alterações na pigmentação resultantes do acne inflamatório. Em concentrações superiores de ácido tricloroacético (30-40%), o peeling é considerado de potência média e afeta a pele até à derme papilar. Em concentrações superiores a 50%, considera-se peeling profundo. Os peelings químicos médios a profundos apresentam maior eficácia em cicatrizes atróficas profundas, embora sejam mais susceptíveis de provocar efeitos adversos, como alterações na pigmentação da pele, infeções ou milium.

### Medicina alternativa
Têm sido investigados diversos produtos naturais para o tratamento de pessoas com acne, embora não haja evidências que apoiem a sua eficácia. No entanto, tem sido sugerida a aplicação tópica de óleo de melaleuca.

## Prognóstico
O acne geralmente melhora substancialmente por volta dos vinte anos de idade, embora possa persistir durante a vida adulta. É possível que algumas das cicatrizes se tornem permanentes. Existem evidências de qualidade que apoiam a ideia de que o acne tem impactos psicológicos negativos, afeta o humor, diminui a auto-estima e está associado a um risco acrescido de ansiedade, depressão e pensamentos suicidas.

## Epidemiologia
À data de 2010, o acne afetava em todo o mundo cerca de 650 milhões de pessoas, o que corresponde a cerca de 9,4% da população. É ligeiramente mais comum em mulheres (9,8%) do que em homens (9,0%). No mundo Ocidental, o acne afeta cerca de 90% da população durante a adolescência e pode persistir durante a idade adulta. Após os 25 anos de idade, o acne afeta 54% das mulheres e 40% dos homens. Considerando todo o período de vida, o acne tem uma prevalência de 85%. Cerca de 20% destes casos são moderados ou graves. Em pessoas com mais de 40 anos, 1% dos homens e 5% das mulheres apresentam ainda sintomas de acne.
A prevalência aparenta ser menor em sociedades rurais. Embora o acne afete pessoas de praticamente todos os grupos étnicos, aparenta estar ausente das populações indígenas da Papua Nova Guiné e do Paraguai.

## História
Nas civilizações da Antiguidade egípcia, grega e romana, o acne era tratado com enxofre. Na Década de 1920, foi introduzido o peróxido de benzoílo como medicamento para o tratamento de acne. Até à década de 1960 era comum o tratamento com raio-X. Na década de 1970, verificou-se que a tretinoína era um tratamento eficaz para a doença, Em 1980 foi introduzida a isotretinoína como tratamento, embora se tenha verificado ao longo da década seguinte que se tratava de um teratógeno capaz de provocar malformações congénitas durante a gravidez. Nos Estados Unidos, entre 1982 e 2003, cerca de 2000 mulheres engravidaram durante o tratamento com este fármaco, tendo a maior parte dos casos resultado em aborto ou aborto espontâneo.

## Sociedade e cultura

### Custo
Os custos económico e social do tratamento do acne são substanciais. Nos Estados Unidos, o acne é responsável por mais de 5 milhões de consultas clínicas e apresenta custos indiretos superiores a 2,5 milhões de dólares.

### Estigma social
O desconhecimento ou informação errada sobre as causas e factores agravantes do acne entre a população são comuns, atribuindo-se muitas vezes a culpa pela doença às próprias pessoas. Esta culpabilização pode agravar ainda mais a perda de auto-estima. O acne e as cicatrizes que dele resultam têm sido associadas a dificuldades de socialização significativas que podem persistir durante a idade adulta.

## Investigação
Em 2007 foi anunciada a primeira sequenciação do genoma de um bacteriófago da P. acnes (PA6). Os autores sugeriram aplicar esta investigação no desenvolvimento de uma fagoterapia para o tratamento de acne, de forma a superar os problemas associados ao uso continuado de antibióticos, como a resistência antibiótica.
Uma vacina contra o acne inflamatório foi testada com eficácia em ratos de laboratório, mas ainda não se demonstrou ser eficaz em seres humanos. No entanto, este tipo de vacina tem levantado algumas preocupações sobre o facto de se estar a criar uma vacina destinada a neutralizar uma comunidade estável e normal de bactérias da pele, capaz de a proteger da colonização por microorganismos mais nocivos.